# Maria Melissena
Maria Melissena era filla de Lleó Melissè i Helena Calcocòndila, membres d'una família noble del Peloponès. Es va casar amb Antoni I Acciaiuoli, que fou duc d'Atenes des del 1402 (reconegut el 1405) fins al 1435 i senyor de Corint. Quan el marit va morir sense fills (1435), Maria es va oposar al fet que l'hereu i cosí del seu marit, Nerio II Acciaiuoli, el succeís al ducat i es va voler proclamar duquessa, però la noblesa del ducat no li va donar suport i va reconèixer al nebot valencià del difunt, Neri II Acciaiuoli. Maria fou arrestada i desterrada d'Atenes.